# Andrej Ferjančič
Andrej Ferjančič (30. října 1848 Slap – 14. července 1927 Bled) byl rakouský právník a politik slovinské národnosti, na konci 19. a počátku 20. století poslanec Říšské rady.

## Biografie
V letech 1860–1868 chodil na gymnázium v Gorici. Absolvoval pak práva na Vídeňské univerzitě, kde promoval roku 1875. Během studií zde byl předsedou spolku Slovenija. Následně působil na různých soudních postech ve Vídni (v letech 1874–1876), u okresního soudu v Ptuji (1876–1883), v Novém mestě (1883–1886) a Lublani (1886–1895). V období let 1895–1907 pracoval při zemském soudu v Lublani.
V 80. letech 19. století se zapojil i do celostátní politiky. V doplňovacích volbách roku 1887 získal mandát v Říšské radě (celostátní zákonodárný sbor) za kurii venkovských obcí, obvod Postojna, Planina atd. Slib složil 28. ledna 1887. V parlamentu nahradil poslance Adolfa Obrezu. Za týž obvod uspěl i v řádných volbách do Říšské rady roku 1891. Ve volbách do Říšské rady roku 1897 byl zvolen za městskou kurii, obvod Postojna, Idrija, Vrhnika atd. a opětovně byl zvolen i ve volbách do Říšské rady roku 1901. V letech 1898–1899 zastával funkci prvního místopředsedy Poslanecké sněmovny Říšské rady. K roku 1897 se profesně uvádí jako rada zemského soudu.
Na Říšské radě byl členem poslanecké frakce Hohenwartův klub sdružující konzervativní politické proudy, roku 1896 přešel do frakce Jihoslovanský klub. Podporoval Badeniho volební reformu (již předtím prosazoval přerozdělení volebních obvodů v Kraňsku tak, aby se zvýšilo zastoupení Slovinců) a uvítal Badeniho jazyková nařízení, která zvyšovala úřední status češtiny s tím, že požadoval jejich analogickou aplikaci na etnicky slovinská území. Politicky patřil k Národní pokrokové straně.
Byl též poslancem Kraňského zemského sněmu, kde v letech 1901–1907 zastupoval městskou kurii, obvod Tržič-Radovljica-Kamnik. Byl členem četných sněmovních výborů.